# Bibbiena
Bibbiena je italská obec v provincii Arezzo v oblasti Toskánsko.
V roce 2012 zde žilo 12 292 obyvatel.

## Sousední obce
Bagno di Romagna (FC), Castel Focognano, Chiusi della Verna, Ortignano Raggiolo, Poppi

## Vývoj počtu obyvatel
Zdroj: 